# All of me
『all of me』（オール・オブ・ミー）は、2005年3月9日に発売された石田燿子のセカンド・フルアルバム。

## 概要
- 前作「sweets」から約2年ぶりのアルバムとなる。
- 前作と同時発売となったシングル「真実の扉」もオリジナルのまま再収録された。
- 作曲に奥井雅美、崎谷健次郎、林田健司を迎えたコラボレートも実現する。

## チャート成績
初週3,236枚を売り上げ、2005年3月21日付オリコン週間アルバムランキングで初登場78位を獲得。チャート登場回数は2回。累計4,450枚のセールスを記録した。

## 収録曲
1. OPEN YOUR MIND 〜小さな羽根ひろげて〜
作詞：石田燿子、作曲：田中公平、編曲：岸村正実・浜口史郎
  - TBS系アニメ「ああっ女神さまっ」オープニングテーマ
2. 情熱の女神
作詞・作曲・編曲：林田健司
  - 『Anime TV』エンディングテーマ
3. 君らしいスピードで
作詞：石田燿子、作曲：奥井雅美、編曲：MACARONI☆
4. たからもの
作詞：石田燿子、作曲・編曲：増田俊郎
  - UHFアニメ『藍より青し〜縁〜』オープニングテーマ
5. Love Repair
作詞：石田燿子、作曲：大久保薫、編曲：岩崎琢
6. Platinum
作詞：石田燿子、作曲：石田燿子・黒田圭、編曲：渡辺剛
7. power of love
作詞：おたっきぃ佐々木・石田燿子、作曲：奥井雅美、編曲：Monta
  - 文化放送ラジオ「超機動放送アニゲマスター」メインテーマ
8. 真実の扉
作詞：こさかなおみ、作曲・編曲：川井憲次
  - UHFアニメ『ガンパレード・マーチ 〜新たなる行軍歌〜』オープニングテーマ
9. sharing sweet time
作詞：石田燿子、作曲・編曲：崎谷健次郎
10. FOOLISH DREAM
作詞・作曲：Rebecca Kneubuhl・Jeannie Lurie、日本語詞：石田燿子、編曲：Rebecca Kneubuhl・Jeannie Lurie
  - PlayStation 2用ゲーム『紅忍 血河の舞』主題歌
11. 夏色のカケラ
作詞：くまのきよみ、作曲・編曲：渡辺剛
  - BS-iアニメ『この醜くも美しい世界』エンディングテーマ
12. Walking through the empty age
作詞：Chris Mosdell、作曲・編曲：溝口肇
  - フジテレビ系アニメ『TEXHNOLYZE』グランドエンディングテーマ